# Edgar Winter

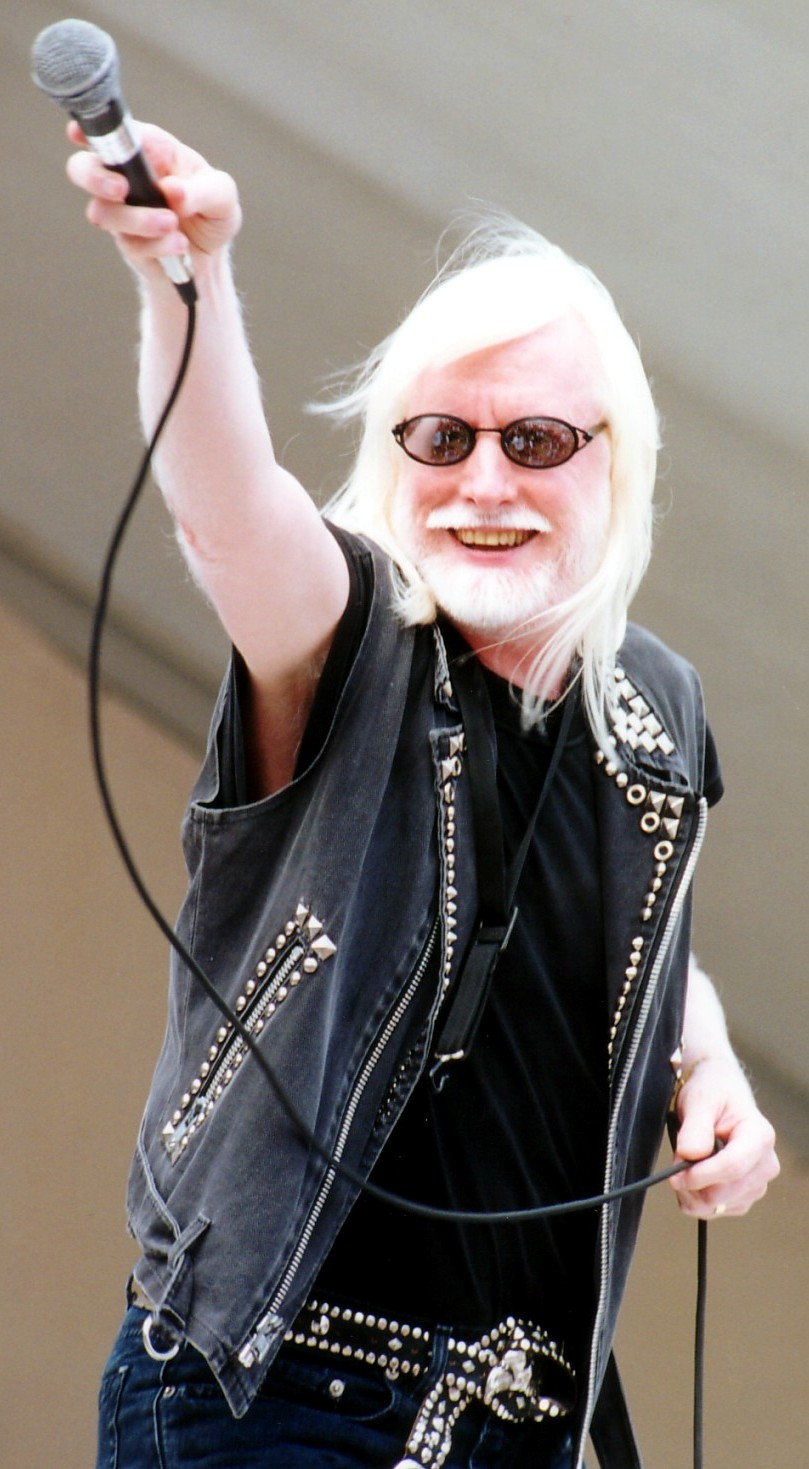
Edgar Winter (2006)

Edgar Winter (* 28. Dezember 1946 in Beaumont, Texas) ist ein US-amerikanischer Musiker.

## Leben
Edgar Winter, Sohn eines Plantagenbesitzers, kam wie sein zwei Jahre älterer Bruder Johnny Winter mit Albinismus zur Welt.
Er spielt in erster Linie Saxophon, oft aber auch Klavier, Keyboards und Schlagzeug sowie diverse elektronische Hilfsmittel wie etwa Expander oder Drum-Machine. Musikalisch ist er im Blues und Blues-Rock beheimatet, jedoch kann man ihn aufgrund seiner „musikalischen Ausflüge“, wie zum Beispiel in den Jazz-Rock, durchaus als Allrounder bezeichnen.
1970 erschien das erste Album von Edgar Winter, Entrance, das von der Kritik und dem Publikum gut aufgenommen wurde. Zunächst arbeitete er mit der Begleitband White Trash, später mit der Edgar Winter Group, mit der er den Hit Frankenstein hatte (1973 Nummer 1 in den US-Charts). In den deutschen Singles-Charts erreichte der Titel Platz 39.
Das Album They Only Come Out At Night erreichte 1973 Platz 3 und blieb insgesamt 80 Wochen in den Album-Charts. Es wurde 1973 mit Gold und 1986 mit Doppel-Platin ausgezeichnet.
Immer wieder spielten die beiden Brüder Edgar und Johnny zusammen. Edgar schrieb Musik zu etlichen Filmen sowie für Fernsehen und Werbung. Daneben arbeitete er mit vielen namhaften Kollegen sowohl für Studioalben als auch auf Live-Tourneen zusammen, darunter Todd Rundgren, Meat Loaf, Bruce Willis, Ringo Starr, Eddie Van Halen, Usher, Willie Nelson, Jackson Browne, Leon Russell, Rick Derringer, Joe Satriani, Steve Lukather, Slash oder Tina Turner.
Er lebt in Beverly Hills.

## Diskografie

### Soloalben
| Jahr | Titel              | Höchstplatzierung, Gesamtwochen, AuszeichnungChartplatzierungen (Jahr, Titel, Platzierungen, Wochen, Auszeichnungen, Anmerkungen) | Höchstplatzierung, Gesamtwochen, AuszeichnungChartplatzierungen (Jahr, Titel, Platzierungen, Wochen, Auszeichnungen, Anmerkungen) | Anmerkungen                          |
| Jahr | Titel              | CH | US | Anmerkungen                          |
| ---- | ------------------ | --- | --- | ------------------------------------ |
| 1970 | Entrance           | — | US196 (2 Wo.)US |                                      |
| 1975 | Jasmin Nightdreams | — | US69 (10 Wo.)US |                                      |
| 2022 | Brother Johnny     | CH6 (2 Wo.)CH | — | Erstveröffentlichung: 15. April 2022 |

grau schraffiert: keine Chartdaten aus diesem Jahr verfügbar
Weitere Soloalben
- 1979: The Edgar Winter Album
- 1981: Standing On Rock
- 1986: Mission Earth
- 1994: Not a Kid Anymore
- 1996: The Real Deal
- 1999: Winter Blues
- 2002: Edgar Winter – The Best Of
- 2003: Live At The Galaxy
- 2004: Jazzin’ The Blues
- 2006: The Better Deal
- 2008: Rebel Road
- 2014: The Essential Edgar Winter

### Mit Edgar Winter’s White Trash
| Jahr | Titel                      | Höchstplatzierung, Gesamtwochen, AuszeichnungChartsChartplatzierungen (Jahr, Titel, Platzierungen, Wochen, Auszeichnungen, Anmerkungen) | Anmerkungen |
| Jahr | Titel                      | US | Anmerkungen |
| ---- | -------------------------- | --- | ----------- |
| 1971 | Edgar Winter’s White Trash | US111 (19 Wo.)US |             |
| 1972 | Roadwork                   | US23 Gold · (25 Wo.)US |             |

Weitere Alben
- 1977: Recycled

### Mit Edgar Winter Group
| Jahr | Titel                                      | Höchstplatzierung, Gesamtwochen, AuszeichnungChartsChartplatzierungen (Jahr, Titel, Platzierungen, Wochen, Auszeichnungen, Anmerkungen) | Anmerkungen |
| Jahr | Titel                                      | US | Anmerkungen |
| ---- | ------------------------------------------ | --- | ----------- |
| 1972 | They Only Come Out At Night                | US3 ×2Doppelplatin · (80 Wo.)US |             |
| 1974 | Shock Treatment                            | US13 Gold · (23 Wo.)US |             |
| 1975 | The Edgar Winter Group with Rick Derringer | US124 (8 Wo.)US |             |

Weitere Alben
- 2018: I’ve Got News for You, 1971–1977

### Mit Johnny Winter
| Jahr | Titel    | Höchstplatzierung, Gesamtwochen, AuszeichnungChartsChartplatzierungen (Jahr, Titel, Platzierungen, Wochen, Auszeichnungen, Anmerkungen) | Anmerkungen |
| Jahr | Titel    | US | Anmerkungen |
| ---- | -------- | --- | ----------- |
| 1976 | Together | US89 (9 Wo.)US |             |

Weitere Alben
- 1989: Rock’n’Roll
- 1991: Brothers In Rock’n’Roll
- 2000: Hits You Remember

### Mit Steve Lukather
- 2010: An Odd Couple Live

### Livealben
- 1990: Live In Japan

### Kompilationen
- 1996: Come Back Baby
- 1996: People Music
- 1999: Harlem Nocturne

### Singles
| Jahr | Titel Album                                                | Höchstplatzierung, Gesamtwochen, AuszeichnungChartplatzierungen (Jahr, Titel, Album, Platzierungen, Wochen, Auszeichnungen, Anmerkungen) | Höchstplatzierung, Gesamtwochen, AuszeichnungChartplatzierungen (Jahr, Titel, Album, Platzierungen, Wochen, Auszeichnungen, Anmerkungen) | Höchstplatzierung, Gesamtwochen, AuszeichnungChartplatzierungen (Jahr, Titel, Album, Platzierungen, Wochen, Auszeichnungen, Anmerkungen) | Anmerkungen |
| Jahr | Titel Album                                                | DE | UK | US | Anmerkungen |
| ---- | ---------------------------------------------------------- | --- | --- | --- | ----------- |
| 1971 | Keep Playin’ That Rock ’n’ Roll Edgar Winter’s White Trash | — | — | US70 (11 Wo.)US |             |
| 1972 | I Can’t Turn You Loose Roadwork                            | — | — | US81 (4 Wo.)US |             |
| 1973 | Frankenstein They Only Come Out at Night                   | DE39 (1 Wo.)DE | UK18 (9 Wo.)UK | US1 Gold · (20 Wo.)US |             |
| 1973 | Free Ride They Only Come Out at Night                      | — | — | US14 (15 Wo.)US |             |
| 1973 | Hangin’ Around They Only Come Out at Night                 | — | — | US65 (7 Wo.)US |             |
| 1974 | River’s Risin’ Shock Treatment                             | — | — | US33 (9 Wo.)US |             |
| 1974 | Easy Street Shock Treatment                                | — | — | US83 (4 Wo.)US |             |

Weitere Singles
- 1970: Tobacco Road
- 1971: Where Would I Be
- 1971: Give It Everything You Got
- 1972: Round & Round
- 1973: We All Had a Real Good Time
- 1974: Someone Take My Heart Away
- 1975: One Day Tomorrow
- 1975: Little Brother
- 1975: I Always Wanted You
- 1975: People Music
- 1976: Diamond Eyes
- 1976: Let The Good Times Roll
- 1977: Stickin’ It Out
- 1979: Above & Beyond
- 1979: It’s Your Life to Live
- 1981: Love Is Everywhere

## Auszeichnungen für Musikverkäufe
| 2× Platin-Schallplatte - Kanada - 1979: für das Album They Only Come Out At Night |

Anmerkung: Auszeichnungen in Ländern aus den Charttabellen bzw. Chartboxen sind in ebendiesen zu finden.
| Land/RegionAuszeichnungen für Musikverkäufe (Land/Region, Auszeichnungen, Verkäufe, Quellen) | Gold     | Platin     | Verkäufe  | Quellen         |
| -------------------------------------------------------------------------------------------- | -------- | ---------- | --------- | --------------- |
| Kanada (MC)                                                                                  | —        | 2× Platin2 | 200.000   | musiccanada.com |
| Vereinigte Staaten (RIAA)                                                                    | 3× Gold3 | 2× Platin2 | 4.000.000 | riaa.com        |
| Insgesamt                                                                                    | 3× Gold3 | 4× Platin4 |           |                 |